# Mall Tycoon
 (juin 2019).
Si vous disposez d'ouvrages ou d'articles de référence ou si vous connaissez des sites web de qualité traitant du thème abordé ici, merci de compléter l'article en donnant les références utiles à sa vérifiabilité et en les liant à la section « Notes et références ».
Mall Tycoon est un jeu vidéo de gestion sorti en 2002 sur Windows. Il est développé par Holistic Design et édité par Take Two Interactive.